# Nefertkau I.
| F35 | D21 · X1 | D28 · D28 · D28 |

| F35 | D21 · X1 | D28 · D28 · D28 |

Nefertkau I. byla egyptská princezna ze 4. dynastie. Byla nejstarší dcerou krále Snofrua, tedy poloviční sestrou krále Chufua. Byla matkou Nefermaata II. a babičkou Snofruchafa.
Nefertkau II. je výslovně označena za dceru Snofrua v nápisech hrobky jejího syna a jejího vnuka. Německý egyptolog Kurt Heinrich Sethe argumentoval z nápisu v Nefermaatově hrobce, že si Nefertkau II. vzala svého vlastního otce a že Nefermaat byl tedy Snofruův syn. George Andrew Reisner argumentoval proti této teorii a navrhl, že si Nefertkau možná vzala Chufua. 
Nefertkau II. byla možná pohřbena v mastabě G 7050 v Gíze. Hrobka však není popsána, takže vlastnictví je jen hypotetické.